# ديلي أدبولا
ديلي أدبولا (بالإنجليزية: Dele Adebola) (23 يونيو 1975 لاغوس نيجيريا) هو لاعب كرة قدم نيجيري كان يلعب كمهاجم.

## روابط خارجية
- ديلي أدبولا على موقع قاعدة بيانات كرة القدم.إي يو (الإنجليزية)
- ديلي أدبولا على موقع Soccerbase.com (لاعب) (الإنجليزية)
- ديلي أدبولا على موقع عالم كرة القدم.نت (الإنجليزية)